# Copa Uruguai de futbol
La Copa Uruguai (oficialment anomenada Copa Agrupació Uruguaiana de Futbol) fou un torneig de futbol organitzat per la Federació de Futbol de les Illes Balears entre els anys 1956 i 1968. Fou disputat pels equips de les Illes Balears.

## Història
El torneig va néixer amb motiu de la donació d'un trofeu que el cònsol de l'Uruguai a Palma va fer a la Federació de Futbol de les Illes Balears. L'ens federatiu va posar en joc la copa amb la disputa d'una edició del torneig cada temporada i va establir que per aconseguir-lo calia guanyar-ne tres edicions consecutives o cinc d'alternes. En total es varen disputar dotze edicions fins que la copa va ser adjudicada.
Al llarg de la seva disputa la competició fou jugada sota diverses fórmules: eliminatòries directes (temporada inicial), fase de grups i eliminatòries finals (1957 a 1960), grup únic (1961 a 1964) i fase de grups i final (1965 a 1968). En les primeres edicions només fou disputada només per equips de Mallorca; des de la temporada 1962-63 s'incorporà un equip eivissenc: la SE Eivissa i des de la temporada 1964-65 varen participar-ne clubs de Menorca. Per tant, va ser una competició d'abast balear.
Finalment va endur-se el trofeu l'Atlètic Balears, que va imposar-se en quatre edicions, les tres darreres de manera consecutiva; això li va donar la possessió de la copa en propietat i el torneig va finalitzar.

## Edicions
| Edició      | Temporada | Campió             | Subcampió             |
| ----------- | --------- | ------------------ | --------------------- |
| I edició    | 1956-57   | CE Felanitx        | CE Espanya            |
| II edició   | 1957-58   | CE Manacor         | UE Alaró              |
| III edició  | 1958-59   | CE Atlètic Balears | CE Felanitx           |
| IV edició   | 1959-60   | CF Sóller          | UE Poblera            |
| V edició    | 1960-61   | CE Felanitx        | UE Alaró              |
| VI edició   | 1961-62   | UE Alaró           | CE Felanitx           |
| VII edició  | 1962-63   | SE Eivissa         | CE Manacor            |
| VIII edició | 1963-64   | CE Soledat         | CE Atlètic Balears    |
| IX edició   | 1964-65   | UE Maó             | CE Atlètic Balears    |
| X edició    | 1965-66   | CE Atlètic Balears | CE Menorca            |
| XI edició   | 1966-67   | CE Atlètic Balears | Atlètic de Ciutadella |
| XII edició  | 1967-68   | CE Atlètic Balears | UE Maó                |

## Palmarès
| Equip                 | Campionat | Edicions               | Subcampió | Edicions   |
| --------------------- | --------- | ---------------------- | --------- | ---------- |
| CE Atlètic Balears    | 4         | 1959, 1966, 1967, 1968 | 2         | 1964, 1965 |
| CE Felanitx           | 2         | 1957, 1961             | 2         | 1959, 1962 |
| UE Alaró              | 1         | 1962                   | 2         | 1958, 1961 |
| CE Manacor            | 1         | 1958                   | 1         | 1963       |
| Unió Esportiva Maó    | 1         | 1965                   | 1         | 1968       |
| CF Sóller             | 1         | 1960                   | 0         | --         |
| SE Eivissa            | 1         | 1963                   | 0         | --         |
| CE Soledat            | 1         | 1964                   | 0         | --         |
| CE Espanya            | 0         | --                     | 1         | 1957       |
| UE Poblense           | 0         | --                     | 1         | 1960       |
| CE Menorca            | 0         | --                     | 1         | 1966       |
| Atlètic de Ciutadella | 0         | --                     | 1         | 1967       |